# Displasia craneometafisaria autosómica dominante
La displasia craneometafisaria autosómica dominante es una condición genética infrecuente la cual se caracteriza por un aumento progresivo de grosor del cráneo, displasia metafisaria, nariz ancha, hipertelorismo, prominencia frontal y mandibular, compresión progresiva de nervios craneales, y una pérdida progresiva de la habilidad de mover la cara (parálisis facial), la audición, y la vista.
Esta condición es causada por una mutación en el gen ANKH la cual es heredada siguiendo un patrón de herencia autosómico dominante. Usualmente, este gen provee información esencial para la creación y función apropiada de osteoblastos y osteoclastos, las cuales son células que crean y descomponen hueso, respectivamente. Las mutaciones de este gen causan que estas mismas células no puedan madurar apropiadamente, también provocan que la proteína ANKH no pueda transportar pirofosfato fuera de células.
Puede ser tratado por medio de cirugías tanto cosméticas como de salud, tales como el corregimiento de obstrucción nasal cirúrgico.
Según OMIM, alrededor de 45 casos han sido descritos en la literatura médica.